# NexentaStor
NexentaStor — сетевое хранилище на основе Nexenta OS — операционной системы с ядром OpenSolaris, разработано компанией Nexenta в 2008 году. Компания-разработчик поставляет как коммерческую версию продукта, так некоммерческую (с ограничением полезной ёмкости в 10 ТБ).
Поддерживает сетевые протоколы NFS и SMB для работы на уровне файлов, на блочном уровне поддерживаются iSCSI и FC. Есть возможность интеграции в продукты VMware, OpenStack, Docker. В качестве основы используется файловая система ZFS, благодаря чему поддерживается функция мгновенного снимка, также реализованы возможности навигации и поиска по снимкам, возврат системы к какому-либо снимку.

## История
Выход первой версии 1.0.0 состоялся в 5 мая 2008 года.
2 декабря 2008 года выпущена версия NexentaStor 1.1.0. В ней обновлено ядро OpenSolaris, улучшена интеграция с CIFS и Active Directory, а также добавлены несколько плагинов и исправлены некоторые ошибки.
14 апреля 2009 года выпущена версия NexentaStor 1.1.4. В ней обновлено ядро OpenSolaris, улучшена интеграция с CIFS, реализована поддержка теневой копии на CIFS, добавлена возможность использования SSD с L2ARC-ZFS-кешем, добавлена поддержка систем виртуализации VMware и Xen, добавлены новые плагины, включено много обновлений для драйверов SATA, SCSI, FC, NIC.
30 июня 2009 года выпущена версия NexentaStor 2.0. В ней обновлено ядро OpenSolaris и исправлены некоторые ошибки. Увеличена надёжность (поддержка сбоя или выхода из строя одной из машин), реализована функция Delorean (аналог «капсулы времени» для Windows).
26 марта 2010 года выпущена версия 3.0. В ней обновлено ядро OpenSolaris, устранён ряд ошибок, увеличено количество поддерживаемого оборудования, облегчён процесс обновления, добавлена функция дедупликации, позволяющая находить и удалять дублированную информацию, улучшен пользовательский интерфейс, интегрирован поиск. С этим выпуском впервые разделены коммерческая редакция (Enterprise Edition и бесплатная (Community Edition), в бесплатной редакции установлен лимит на хранение до 12 ТБ информации.
8 апреля 2014 года выпущена версия NexentaStor 4.0, в ней обновлено ядро OpenSolaris, устранен ряд ошибок.